# NGC 6602
NGC 6602 é uma galáxia espiral barrada (SB?) localizada na direcção da constelação de Hercules. Possui uma declinação de +25° 02' 37" e uma ascensão recta de 18 horas, 16 minutos e 34,2 segundos.
A galáxia NGC 6602 foi descoberta em 1 de Julho de 1886 por Guillaume Bigourdan.